# Рабенхолц
Рабенхолц (њем. Rabenholz) општина је у њемачкој савезној држави Шлезвиг-Холштајн. Једно је од 134 општинска средишта округа Шлезвиг-Фленсбург. Према процјени из 2010. у општини је живјело 299 становника. Посједује регионалну шифру (AGS) 1059155.

## Географски и демографски подаци
Рабенхолц се налази у савезној држави Шлезвиг-Холштајн у округу Шлезвиг-Фленсбург. Општина се налази на надморској висини од 19 метара. Површина општине износи 5,8 km². У самом мјесту је, према процјени из 2010. године, живјело 299 становника. Просјечна густина становништва износи 52 становника/km².

## Међународна сарадња
| Мјесто | Држава   | Врста сарадње | Од    |
| ------ | -------- | ------------- | ----- |
| Тарту  | Естонија | партнерство   | 1996. |
| Извор  |          |               |       |